# Tesa
Tesa (Almussafes, 1985), hipocorístic de Teresa, és una rapera valenciana.
Llicenciada en psicologia, és professora de Formació professional, i compagina la seua trajectòria en solitari amb un altre projecte musical, anomenat El Delito. També col·laborà al programa Sessió golfa, de la ràdio pública À punt.
Inicialment no va tindre contacte amb la música rap, sinó que ha begut sobretot del punk, i ha escoltat molt grups com Eskorbuto, però ha rebut influències tan variades com ara Extremoduro, o Lichis, el compositor de La cabra mecánica. Entre els grups en valencià, caldria destacar Sva-ters, La Gossa Sorda o Al Tall. Ja dins del rap, li agraden les lletres de Violadores del verso.
Les temàtiques de les seues lletres són molt variades i eclèctiques, però apareixen tres constants fonamentals: les arrels –defensar la terra–, el feminisme –i la reivindicació de valors socials–, i la festa –passar-ho bé!–.
L'àlbum Rural rep el guardó al millor disc de hip-hop en els Premis Ovidi 2019, i guanya també com a millor disc de música urbana en la segona edició dels Premis Carles Santos de la Música Valenciana.

## Discografia
- 2017: Al-Tesa (Autoedició)
- 2019: Rural (Halley Supernova)
- 2022: Rap d'arrel (Temps Record)